# Візит (фільм, 2015)
«Візит» (англ. The Visit) — американський фільм жахів режисера М. Найта Ш'ямалана. Прем'єра в США — 11 вересня 2015.

## Сюжет
П'ятнадцятирічна Бекка і тринадцятирічний Тайлер вирушають на тиждень до своїх бабусі і дідуся, яких вони до цього жодного разу не бачили, бо їх мати довгі роки була з батьками в сварці.
Бекка мріє бути кінорежисером і збирається зняти про поїздку фільм, тому знімає все, що відбувається навколо.
Дідусь і бабуся радо зустрічають дітей. Бабуся дивовижно готує. Дітям здається кумедним те, що люди похилого віку лягають спати о пів на десяту і їм рекомендують поступати так само.
В першу ж ніч починаються дивні речі. Бекка, спустившись на кухню за печивом, виявляє, що бабуся стоїть внизу і поводиться досить дивно. Вранці дідусь пояснює, що у бабусі психічний розлад — сутінкова сплутаність. Вдень вона поводиться нормально, а вночі як сновида. Таке нерідко трапляється з літніми людьми. Це пояснення начебто заспокоює дітей, але дивні речі тривають: бабуся ночами бродить по будинку, дряпає стіни, лазить рачки; дідусь в місті накидається на сторонню людину з кулаками чи без приводу одягається в святковий костюм.
Діти вирішуються встановити на ніч у вітальні приховану камеру і вранці бачать на записи, що бабуся, виявивши камеру, в люті дістає ніж і намагається потрапити в їхню кімнату. Зрозумівши, що справа приймає небезпечний оборот, діти дзвонять по скайпу матері і діляться своїми побоюваннями. Побачивши людей похилого віку, матір приходить в жах і повідомляє, що це не її батьки, а сторонні люди. Вона терміново виїжджає за дітьми, паралельно намагаючись додзвонитися до місцевого відділення поліції.
Тим часом, дідусь пропонує провести останній вечір за настільною грою. Під час гри, о 21:30, у бабусі починається напад сутінкової сплутаності, вона поводиться як божевільна. Бекка ж спускається в підвал в пошуках доказів, де знаходить трупи своїх справжніх родичів, а також спецодяг з психіатричної клініки, в якій вони працювали. За цим заняттям її застає помилковий дідусь і пояснює, що вони проходили лікування в психіатричній клініці, і дуже заздрили бабусі і дідуся Беккі і Тайлера, що ті проведуть цілий тиждень з онуками. Своїх онуків у пацієнтів не було, бо Клер (помилкова бабуся) сама втопила своїх дітей. Пацієнти вирішили вбити дідуся і бабусю, зайняти їх місце і насолодитися тижнем, проведеної з онуками. Але внуки поводяться погано, не слухаються, спускаються в підвал, що їм було заборонено, тому їх теж доведеться вбити.
Бекка і Тайлер вступають в сутичку з душевнохворими людьми похилого віку, їм вдається покинути будинок. У цей момент приїжджають поліція та їх матір.

## В ролях
| Актор           | Роль          |
| --------------- | ------------- |
| Олівія Деджонг  | Ребекка онука |
| Ед Оксенбульд   | Тайлер онук   |
| Дінна Даннаган  | Доріс бабуся  |
| Пітер Макроббі  | Джон дідусь   |
| Кетрін Ган      | Пола матір    |
| Бенджамін Кейнс | Роберт батько |

## Виробництво
Знімання почали 24 лютого 2014 року, і спочатку фільм називався «Sundowning» («укр. Нічна сплутаність»). Знімали в штаті Пенсільванія. Продюсерами стали сам Ш'ямалан і Марк Бьенсток, а також студія Blinding Edge Pictures. Виконавчими продюсерами фільму стали Стівен Шнайдер і Ашвін Раджан. Пізніше до процесу виробництва стрічки приєднався продюсер Джейсон Блум і його студія Blumhouse Productions.

## Реліз
Прем'єра в США пройшла 11 вересня 2015 року. Офіційний трейлер вийшов 17 квітня 2015 року.
Один з авторів-контрибуторів журналу Forbes кінокритик Скотт Мендельсон назвав «Візит» найочікуванішим фільмом 2015 року у своєму особистому рейтингу. Фільм у прокаті зібрав понад 98 млн доларів, що в 19 разів перевищує бюджет картини (5 млн. $).